# فارس أرناؤوط
محمد فارس أرناؤوط (ولد في 31 يناير 1997) لاعب كرة قدم دولي سوري يجيد اللعب في مركز قلب الدفاع. يلعب حاليا لصالح المنامة الذي ينافس في الدوري البحريني الممتاز منذ 2021.

## المسيرة الرياضية

### الأندية
في عام 2015 بدأ أرناؤوط مسيرته الرياضية في الجزيرة السوري في الدرجة الممتازة. في موسمه الأول 2015-2016 احتل الجزيرة المركز التاسع والأخير في المجموعة الأولى برصيد 11 نقطة ولكنه بقي في الدوري السوري الممتاز 2015–16. في الموسم التالي 2016-2017 احتل الجزيرة المركز الخامس عشر في الدوري السوري الممتاز 2016–17 برصيد 22 نقطة بفارق 11 نقطة عن منطقة الأمان وبالتالي هبط إلى الدرجة الثانية.
في 1 يوليو 2017 انتقل أرناؤوط من الجزيرة إلى الجيش. في موسمه الأول 2017-2018 ساهم أرناؤوط في تتويج الجيش ببطولة الدوري الممتاز بعدما تصدر الترتيب برصيد 56 نقطة بفارق الأهداف عن الوصيف الاتحاد وبالتالي حقق أرناؤوط أولى بطولاته الشخصية. وفي بطولة كأس سوريا 2018 ساهم أرناؤوط في تتويج الجيش بالبطولة بعدما تغلب في المباراة النهائية على الشرطة 2-0 وبالتالي توج أرناؤوط بثاني بطولاته الشخصية. وفي بطولة كأس الاتحاد الآسيوي 2018 لم يساهم أرناؤوط سوى في احتلال الجيش المركز الثالث في المجموعة الثانية خلف العهد اللبناني والزوراء العراقي وبالتالي الخروج من البطولة من دورها الأول.
في موسمه الثاني 2018-2019 بدأه عبر المشاركة في كأس العرب للأندية الأبطال 2018–19 حيث خسر من المريخ السوداني 2-4 في مجموع المباراتين وبالتالي الخروج من الدور ال32. وكان أرناؤوط سجل هدف واحد في مباراة الذهاب. وفي بطولة كأس السوبر السوري ساهم أرناؤوط في تتويج الجيش بالبطولة بعدما تغلب على الاتحاد 1-0 وبالتالي يتوج أرناؤوط بثالث بطولاته الشخصية. وفي بطولة الدوري السوري الممتاز 2018–19 واصل أرناؤوط اسهامه في تتويج الجيش بهذه البطولة للموسم الثاني على التوالي بعدما تصدر الترتيب برصيد 54 نقطة بفارق نقطة واحدة عن وصيفه تشرين. وفي بطولة كأس سوريا ساهم أرناؤوط في وصول الجيش إلى الدور الربع النهائي حيث خسر من الطليعة بركلات الترجيح. وفي بطولة كأس الاتحاد الآسيوي 2019 ساهم أرناؤوط في احتلال الجيش المركز الثاني في المجموعة الأولى برصيد 10 نقاط وبالتالي التأهل إلى الدور الربع النهائي من البطولة حيث خسر من الجزيرة الأردني 3-4 في مجموع المباراتين بعدما كان متقدما في مباراة الذهاب بنتيجة 3-0.
في موسمه الثالث والأخير مع الجيش 2019-2020 بدأه بالمساهمة في تتويج الجيش ببطولة كأس السوبر السوري بعد فوزه على الوثبة 2-0 وبالتالي يتوج أرناؤوط برابع بطولاته الشخصية. وفي بطولة الدوري السوري الممتاز 2019–20 تراجع مستوى الجيش كثيرا وذلك باحتلاله المركز الرابع برصيد 49 نقطة بفارق 10 نقاط عن البطل تشرين. وفي بطولة كأس سوريا ساهم أرناؤوط في وصول الجيش إلى الدور النصف النهائي حيث خسر من غريمه الدمشقي الوحدة 0-1 وبالتالي خرج من منافسات البطولة. وفي بطولة كأس الاتحاد الآسيوي 2020 فوقع الجيش في المجموعة الأولى وبعد التعادل مع المنامة البحريني والفوز على هلال القدس الفلسطيني تم إلغاء البطولة بسبب انتشار جائحة كورونا.
في 14 سبتمبر 2020 انتقل أرناؤوط من الجيش إلى حطين. في بطولة الدوري الممتاز ساهم أرناؤوط في جمع 30 نقطة لصالح حطين من 15 مباراة وبالتالي احتلال حطين المركز الرابع برصيد 30 نقطة بفارق أربع نقاط عن المتصدر الجيش. وفي بطولة كأس سوريا ساهم أرناؤوط في وصول حطين إلى الدور الربع النهائي بعدما تغلب في الدور الثمن النهائي على الفتوة 2-0.
في 11 فبراير 2021 قرر أرناؤوط الموافقة على خوض تجربة الاحترافي خارج سوريا عندما انتقل من حطين إلى المحرق في الدوري البحريني الممتاز في عقد يمتد موسمين ونصف. في بطولة الدوري الممتاز ساهم أرناؤوط في إبعاد المحرق عن منطقة الهبوط واحتلال المركز الرابع في نهاية الموسم برصيد 27 نقطة. مساهمة أرناؤوط كانت في جمع 18 نقطة من 9 مباريات (أي بنسبة 2 نقطة/مباراة) بينما المحرق قبل انتقاله إليه جمع 9 نقاط من 9 مباريات (أي بنسبة 1 نقطة/مباراة). وفي بطولة كأس الاتحاد البحريني ساهم أرناؤوط في تتويج المحرق بالبطولة بعدما تغلب في المباراة النهائية على الرفاع الشرقي 2-1 ليتوج أرناؤوط بخامس بطولاته الشخصية. وفي بطولة كأس الاتحاد الآسيوي 2021 ساهم أرناؤوط في احتلال المحرق المركز الأول في المجموعة الثانية برصيد 6 نقاط من 3 نقاط حيث أقيمت مباريات المجموعة بنظام التجمع وبالتالي التأهل إلى الدور الربع النهائي.
في 24 أغسطس 2021 انتقل أرناؤوط من المحرق إلى المنامة البحريني (الدرجة الممتازة) في صفقة انتقال حر.

### المنتخبات
شارك أرناؤوط مع منتخب سوريا تحت 23 سنة في بطولة آسيا تحت 23 سنة لكرة القدم 2018 التي أقيمت في الصين لكنه لم يلعب سوى مباراة واحدة وكانت أمام فيتنام التي انتهت بالتعادل 0-0 وفي الختام احتل سوريا المركز الرابع والأخير في المجموعة الرابعة برصيد نقطتين وبالتالي خرج من منافسات البطولة.
تم استدعاء أرناؤوط مجددا للمشاركة في بطولة آسيا تحت 23 عاما 2020 التي أقيمت في تايلند حيث وقع سوريا في المجموعة الثانية حيث لعب أرناؤوط كامل مباريات البطولة وساهم في الفوز على اليابان 2-1 والتعادل مع قطر 2-2 والخسارة من السعودية 0-1 وبالتالي احتلال المركز الثاني برصيد 4 نقاط والتاأهل إلى الدور الربع النهائي حيث خسر من أستراليا بهدف نظيف بعد تمديد الوقت ليفشل في التأهل إلى دورة الألعاب الأولمبية الصيفية 2020.
أما على مستوى منتخبات الكبار فقد شارك أرناؤوط في أول مباراة دولية له مع منتخب سوريا وكانت في 8 يوليو 2019 وديا أمام كوريا الشمالية حيث انتهت بفوز سوريا 5-2 وكذلك سجل هدفه الدولي الأول. تم استدعائه للمشاركة في بطولة اتحاد غرب آسيا لكرة القدم 2019 التي أقيمت في العراق ولكنه لم يشارك في أي مباراة في البطولة. بعدما أصبح في جعبته 7 مباريات دولية جميعها مباريات ودية تم استدعاء أرناؤوط للمشاركة في أول مباراة دولية رسمية وكانت ضمن الدور الثاني من تصفيات كأس العالم 2022 حيث ساهم في فوز سوريا على المالديف وغوام وبالتالي تصدر المجموعة الأولى برصيد 21 نقطة والتأهل إلى الدور الثالث.

## الألقاب والجوائز
- الأندية
  - الجيش
    - الدوري السوري الممتاز (2): 2017–18 - 2018–19
    - كأس سوريا (1): 2017-18
    - كأس السوبر السوري (1): 2018

  - المحرق
    - كأس الاتحاد البحريني (1): 2020-21